# Fresh Off the Boat
Fresh Off the Boat är en amerikansk komediserie från 2015 inspirerad av TV-kocken Eddie Huangs liv och hans bok Fresh Off the Boat: A Memoir. Det är den första amerikanska sitcom-serien med en asiatisk-amerikansk familj som protagonister som visats av de stora TV-bolagen sedan Margaret Chos All-American Girl som lades ner efter sin första säsong 1994. Seriens berättarspråk med återblickar och berättarröst från nutiden (endast under första säsongen) liknar  det sätt En härlig tid regisserats.
Serien hade premiär på TV-nätverket ABC med två förtittsavsnitt den 4 februari 2015. Det andra avsnittet sändes efter Modern Family och marknadsfördes som ett bonusavsnitt och hade formellt sin premiär på den 10 februari 2015. Det första av de två avsnitten att förhandsvisas sågs av 7,94 miljoner tittare; de näst högsta tittarsiffrorna för komediseriepremiärer den säsongen.
Den 7 maj 2015 förlängde ABC Fresh Off the Boat med en andra säsong på 13 avsnitt. ABC beställde nio extra avsnitt den 13 oktober och två till i november, vilket gör den andra säsongen 24 avsnitt lång. Den 3 mars 2016 meddelade ABC att serien fått grönt ljus för en tredje säsong.

## Synopsis
Handlingen följer den unge Eddie Huangs taiwanesiska familj från det att de flyttat från Chinatown i Washington, D.C. till Orlando i Florida för att öppna en grillrestaurang med vilda västern-tema. (och den första säsongen utspelar sig mellan 1995 och 1997). Eddies mamma har det kämpigt med kulturkrocken från hennes uppfostran och samhället i Florida och dess marginella asiatiska befolkning, medan hans pappa strävar efter "den amerikanska drömmen" och Eddie själv försöker att smälta in i skolan.

## Rollsättning

### Huvudpersoner
- Hudson Yang som Eddie Huang,[11] seriens huvudkaraktär och en obotlig hiphop-entusiast, liksom stort fan av basketboll. Han är äldst av tre bröder, han undviker kinesisk kultur och är mer rebellisk än sina yngre bröder, vilket gör honom till måltavla för mamma Jessicas anmärkningar. Eftersom Eddie representerar författaren av boken som serien bygger på är alla avsnitt från säsong 1 berättade utifrån hans perspektiv. En kreativ förändring till säsong 2 vidgar ramarna och fokuserar istället på hela familjen Huang.
- Randall Park som Louis Huang, far till Eddie, Emery och Evan och make till Jessica. Han är vänlig, naiv, och anammar allt som är amerikanskt. Han äger en grillrestaurang med namnet Cattleman's Ranch.
- Constance Wu som Jessica (flicknamn Chu) Huang,[12] hustru till Louis och mor till sönerna Eddie, Emery och Evan. Hon är en pragmatisk, rättfram kvinna som tror på tuff kärlek. Hon vill att hennes barn ska bli framgångsrika och hålla fast vid sin kinesiska bakgrund.
- Forrest Wheeler som Emery Huang,[13] mellanbarn i familjen Huang. Han är en intelligent romantiker. Han är till synes mycket karismatisk och mogen för sin ålder.
- Ian Chen som Evan Huang,[13] den yngste i syskonskaran som är "bror duktig", som alltid presterar bäst i skolan och gör allting rätt och riktigt enligt reglerna. Detta gör honom till Jessicas favorit av sönerna.
- Lucille Soong som farmor Huang (säsong 2-nuvarande, återkommande under säsong 1), Louis mamma och alltså Eddies farmor. Trots att hon tydligt förstår engelska, pratar hon bara mandarin (som översätts med inklippt text).
- Chelsey Crisp som Honey (säsong 2-nuvarande, återkommande under säsong 1) [14] granne till familjen Huang och Jessicas nya väninna.

### Återkommande rollfigurer
- Personal vid Cattleman's Steakhouse:
  - Paul Scheer som Mitch
  - Jillian Armenante som Nancy
  - Amanda Lund som Vanessa
- Eddies skolkamrater:
  - Luna Blaise som Nichole, även Honeys styvdotter
  - Isabella Alexander som Alison, även Eddies flickvän
  - Prophet Bolden som Walter
  - Trevor Larcom som Trent
  - Evan Hannemann som Dave Selby
  - Dash Williams som Brian
  - Connor Rosen som Doug
  - Brady Tutton som Brock Blanca
  - Albert Tsai som Phillip Goldstein[15][16]
- Andra:
  - Ray Wise som Marvin, Honeys mycket äldre make och far till Nichole
  - Arden Myrin som Ashley Alexander
  - David Goldman som Charlie Hunter
  - Maria Bamford som Fröken Thomas
  - Susan Park som Connie Chen, Jessicas syster
  - C.S. Lee som Steve Chen, Jessicas svåger
  - Eddie Huang som vuxne Eddie Huang (endast berättarröst).